# Quimper Kerfeunteun FC
Quimper Kerfeunteun Football Club, kortweg Quimper KFC, is een Franse voetbalclub uit Quimper in het departement Finistère. De club speelt momenteel in de Division Régionale d'Honneur, het negende niveau van Frankrijk.

## Geschiedenis
De club werd in 1905 opgericht als Stade quimpérois. De club speelde zich pas in de jaren zestig in de kijker toen het in de derde klasse voetbalde en in 1970 promoveerde naar de Division 2 (tweede klasse). Na twee seizoenen degradeerde de club. De volgende seizoenen ging de club op en neer tussen tweede en derde divisie. Van 1976 tot 1982 speelde men zes opeenvolgende seizoenen in de Division 2, waarvan enkel het eerste seizoen redelijk succesvol was met een vijfde plaats. Na één jaar onderbreking in 1982/83 speelde de vereniging nog tot 1990 in de tweede klasse en eindigde een aantal keer in de top tien. Het beste seizoen was een vierde plaats in 1989. In 2000 ging de club verder onder de naam Stade Quimpérois 2000 en begon het in de derde klasse. Na nieuwe financiële problemen in 1997 volgde een degradatie naar de Division de Honneur Bretagne (zesde klasse). In 2003 promoveerde de club naar de CFA 2, maar degradeerde meteen weer. Na twee opeenvolgende titels speelde de club in de vierde klasse, tot 2010. In 2008 nam de club de huidige naam aan.
In het seizoen 2010/11 degradeerde de club uit de CFA 2 en hierna ging het bergafwaarts. In het daaropvolgende seizoen wist de club zich te handhaven, maar vervolgens degradeerde de club driemaal op rij. Met ingang van het seizoen 2015/16 komt Quimper KFC uit in de Division Régionale d'Honneur, het negende niveau van Frankrijk.

## Bekende (oud-)spelers
- Robert Langers
- Włodzimierz Lubański
- Riyad Mahrez
- Mathias Pogba